# نوسرا
نوسرا، روستایی از توابع بخش سرولایت شهرستان نیشابور در استان خراسان رضوی ایران است. زبان اصلی مردم این روستا فارسی و ترکی خراسانی می‌باشد. مردم این روستا بسیار خونگرم و مهمان نواز هستند. شغل بیشتر مردم این ولایت کشاورزی و دامداری می‌باشد. 

## جمعیت
این روستا در دهستان سرولایت قرار دارد و براساس سرشماری مرکز آمار ایران در سال ۱۳۸۵، جمعیت آن ۱۸۹ نفر (۴۹خانوار) بوده‌است.